# 4-Vinylcyclohexen
4-Vinylcyclohexen ist eine chemische Verbindung aus der Gruppe der ungesättigten cyclischen Kohlenwasserstoffe.

## Gewinnung und Darstellung
4-Vinylcyclohexen kann durch Dimerisierung von 1,3-Butadien unter Druck und hoher Temperatur unter Verwendung von Katalysatoren gewonnen werden.

## Eigenschaften
4-Vinylcyclohexen ist eine flüchtige, leicht entzündbare, feuchtigkeits- und luftempfindliche, farblose Flüssigkeit.

## Verwendung
4-Vinylcyclohexen wird als Ausgangsstoff für organische Synthesen (zum Beispiel zur Herstellung von 4-Vinylcyclohexendioxid) verwendet.